# Punto di domanda (Joecool)
Punto di domanda è il secondo album degli Joecool, prodotto dal PolyGram nel 1995.

## Tracce
1. Punto di domanda
2. Io so dov'è
3. Il treno
4. Angelo chiaro
5. Oltre
6. Forse un giorno
7. Walzer
8. Ercole
9. Fermo
10. W gli sposi
11. Esteban
12. Oasi
13. Come è